# Kirumba
Kirumba è una circoscrizione urbana (urban ward) della Tanzania situata nel distretto di Ilemela, regione di Mwanza. Conta una popolazione di 28 103 abitanti (censimento 2012).